# James H. Clark
James H. Clark (23 de marzo de 1944 en Plainview, Texas, Estados Unidos) es un empresario y científico de la computación estadounidense. Fundó varias empresas notables de tecnología en Silicon Valley, incluyendo Silicon Graphics, Netscape Communications Corporation, myCFO y Healtheon.

## Primeros años y educación
James H. Clark nació en la ciudad de Plainview en el condado de Hale en Texas. Tuvo que soportar una infancia muy difícil y abandonó la secundaria luego de haber sido suspendido, y estuvo por cuatro años en la Marina, donde fue presentado a la electrónica.
Comenzó a tomar clases nocturnas en la Universidad Tulane, donde, a pesar de su falta de un diploma de escuela secundaria, fue capaz de ganar los créditos suficientes para ser admitido en la Universidad de Nueva Orleans en donde obtuvo una maestría y licenciatura en física, seguido de un doctorado en ciencias de la computación de la  Universidad de Utah en 1974

## Carrera
Después de completar su doctorado, trabajó en el Laboratorio de Computación Gráfica NYIT (New York Institute of Technology), sirviendo como profesor asociado en la Universidad de California en Santa Cruz desde 1974 hasta 1978, y más tarde como profesor asociado de ingeniería eléctrica en la Universidad Stanford desde 1979 hasta 1982.

## Silicon Graphics, Inc
En 1982, Clark junto con varios estudiantes graduados de Stanford fundaron Silicon Graphics, Inc (SGI). A mediados de la década de 1980, Silicon Graphics comenzó a utilizar la CPU MIPS como el fundamento de sus nuevos puestos de trabajo, en sustitución del Motorola 68000.
Pronto, Silicon Graphics se convirtió en el líder mundial en la producción de cine de Hollywood de efectos visuales y las imágenes 3D.
A principios de 1990, Clark se peleó con la gestión de Silicon Graphics y dejó la compañía.

## Netscape
En 1993 Clark conoció a Marc Andreessen mientras trabajaba en el Centro Nacional para Aplicaciones de Supercomputación (NCSA), con quien había liderado el desarrollo de Mosaic, el primer software de amplia difusión y fácil de usar para navegar por la World Wide Web.

## Otras afiliaciones
En 1999, Clark lanzó myCFO, una empresa formada para ayudar a los individuos ricos de Silicon Valley a gestionar sus fortunas. A finales de 2002, mientras que Clark fue miembro del consejo de administración, la mayor parte de las operaciones de myCFO fueron vendidos a Harris Bank y ahora la empresa se conoce como Harris myCFO.
En 2009, Clark coprodujo la película The Cove. Su financiación hizo posible la compra y la instalación de algunas cámaras de alta tecnología y equipos de grabación de sonido.